# Tromborn
Tromborn é uma comuna francesa na região administrativa de Grande Leste, no departamento de Mosela. Estende-se por uma área de 6,13 km². Em 2010 a comuna tinha 348 habitantes (densidade: 56,8 hab./km²).